# Steckeschlääferklamm
Die Steckeschlääferklamm ist ein leicht begehbarer, kurzer Streckenweg über zahlreiche Brücken durch die Klamm des Hasselbach (Morgenbach) im östlichen Naturpark Soonwald-Nahe in der Nähe von Bingen am Rhein, der durch mehr als 65 Schnitzereien an Bäumen, Baumstümpfen und -Wurzeln besonders abwechslungsreich gestaltet ist.

## Bilder

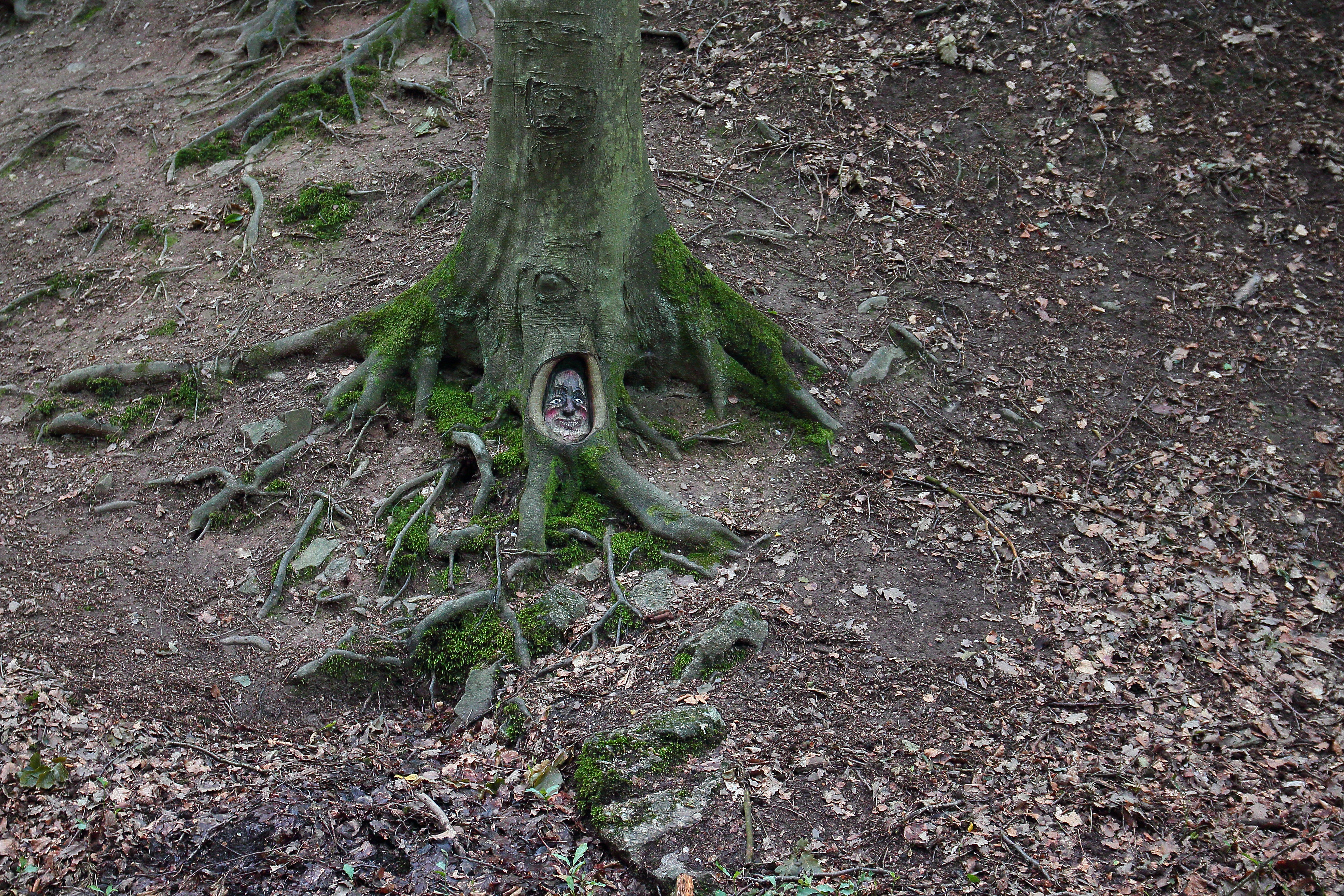
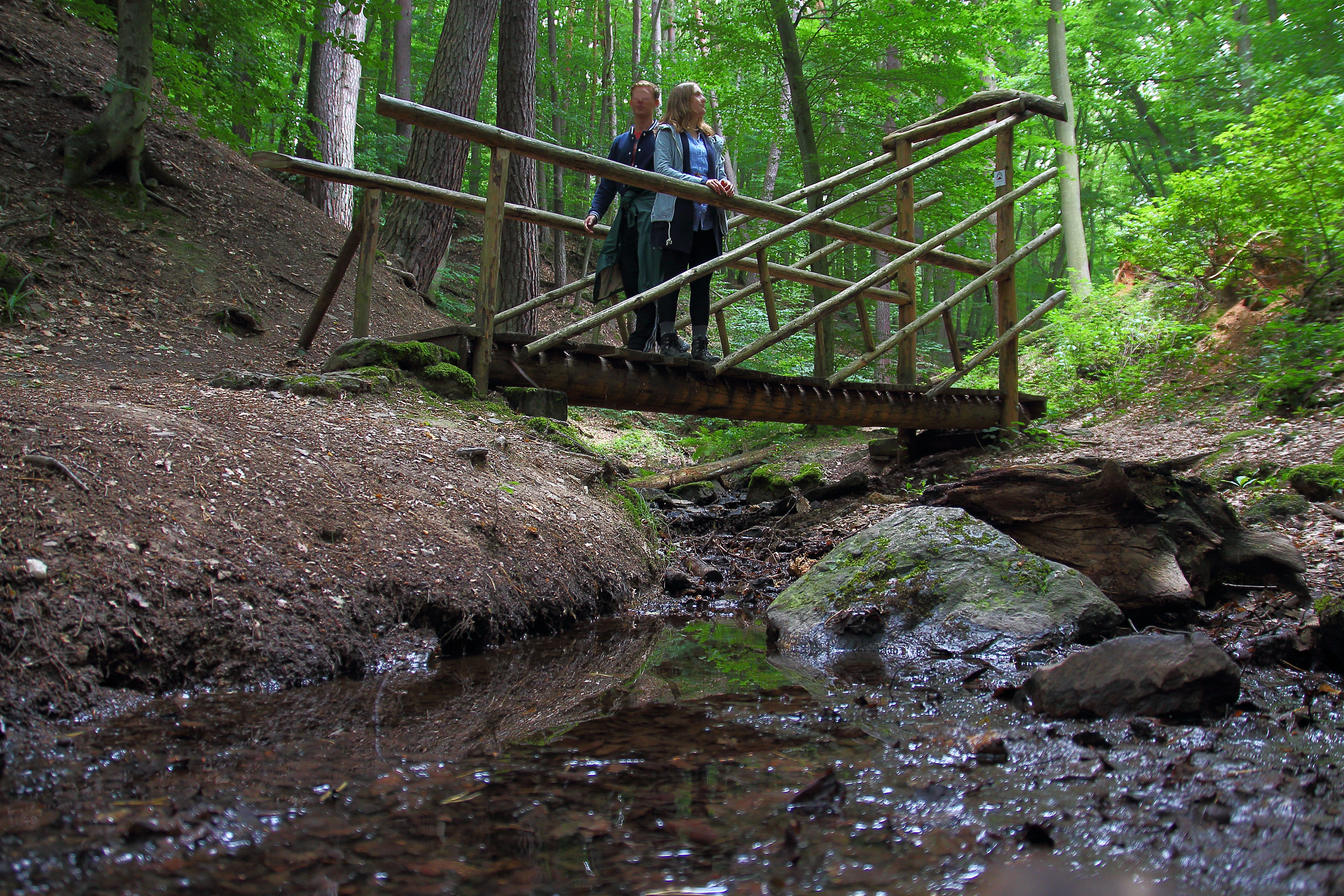
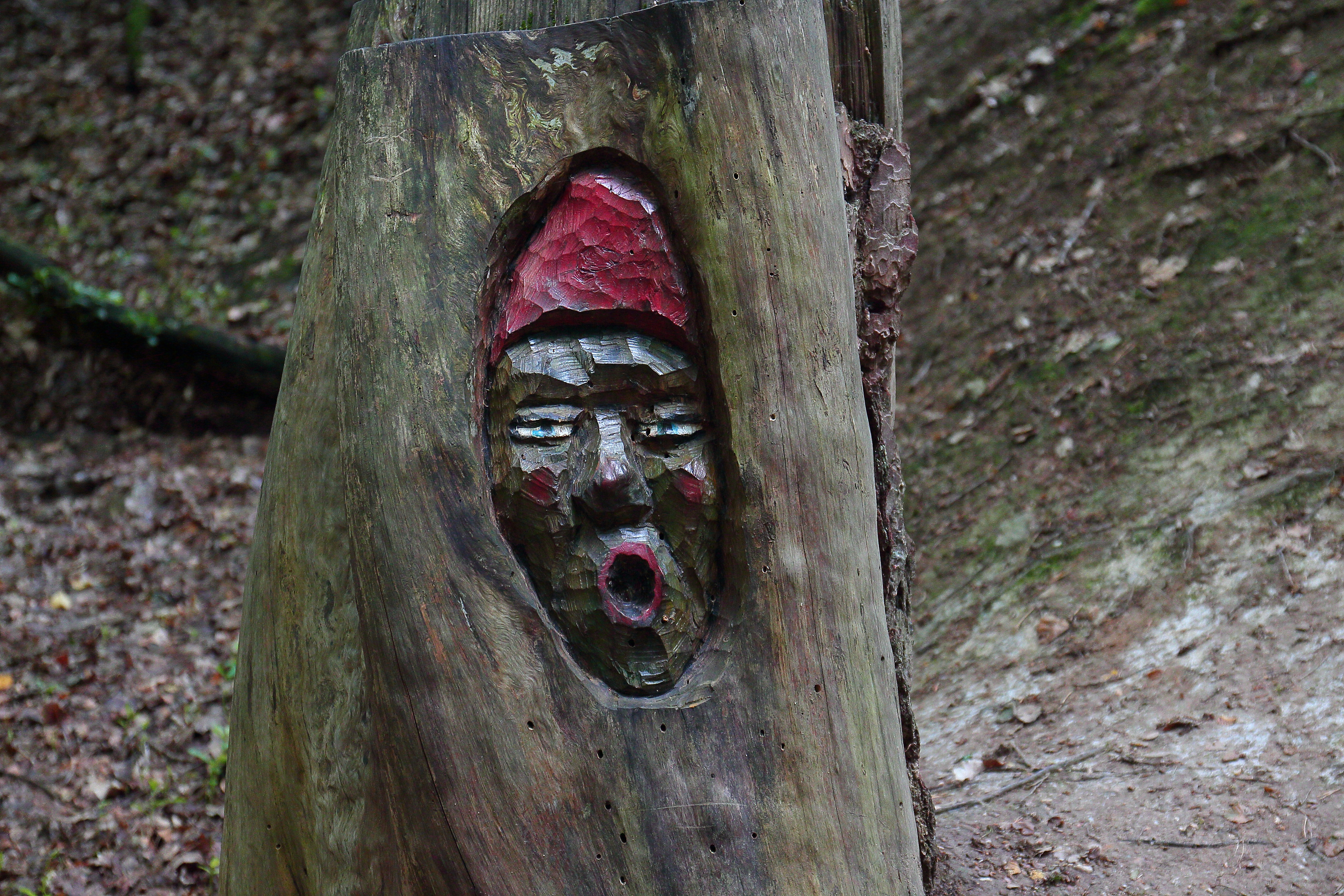
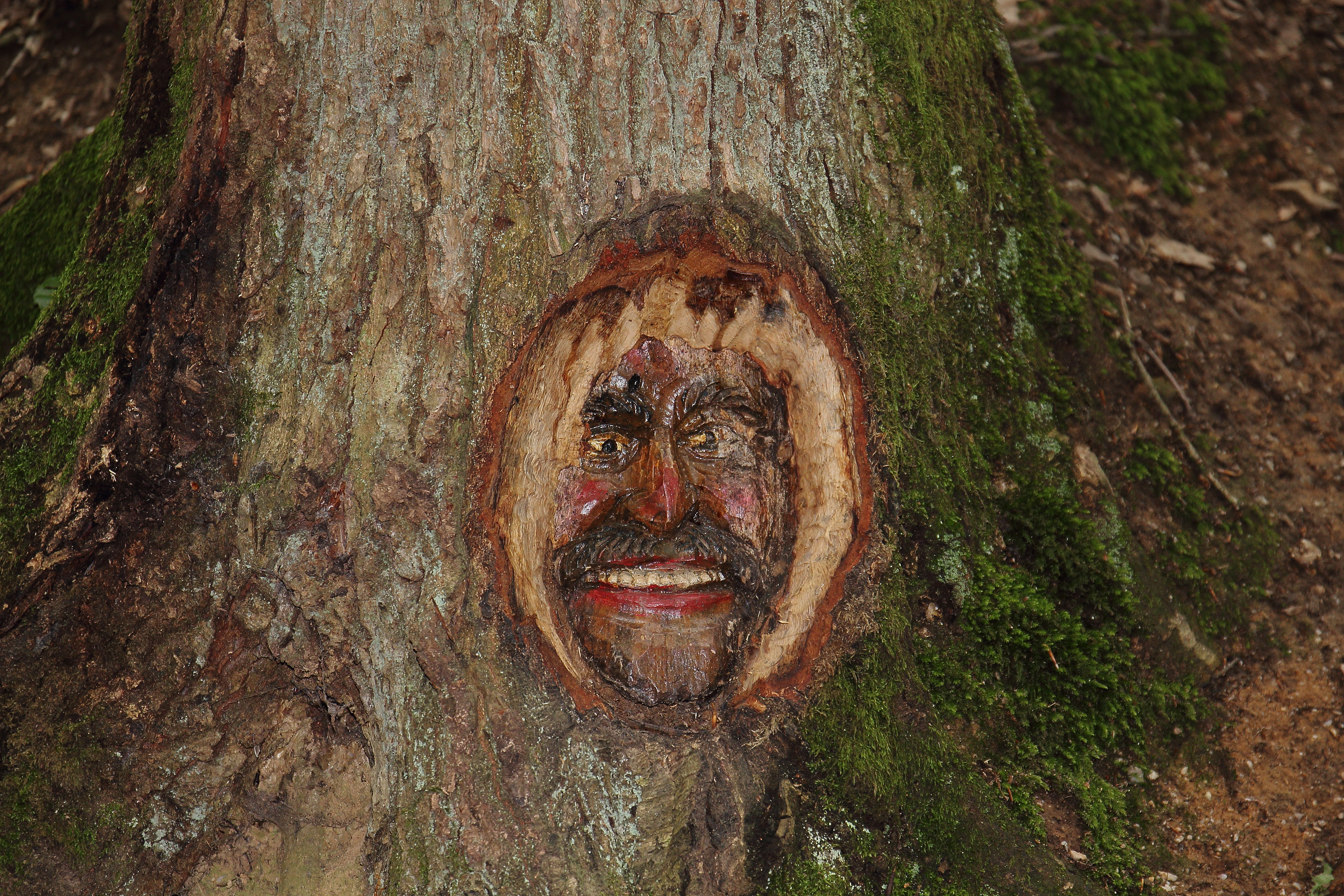
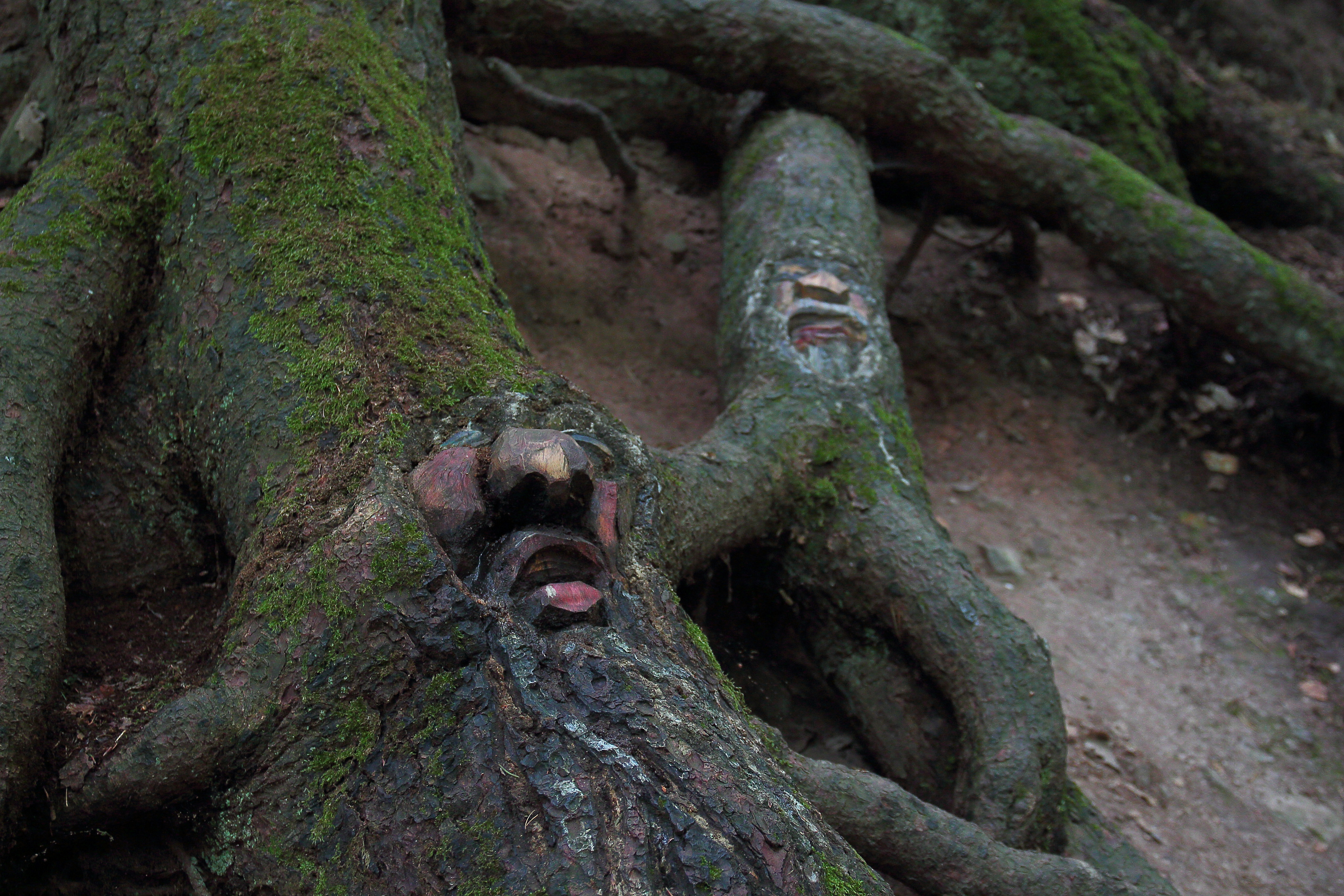
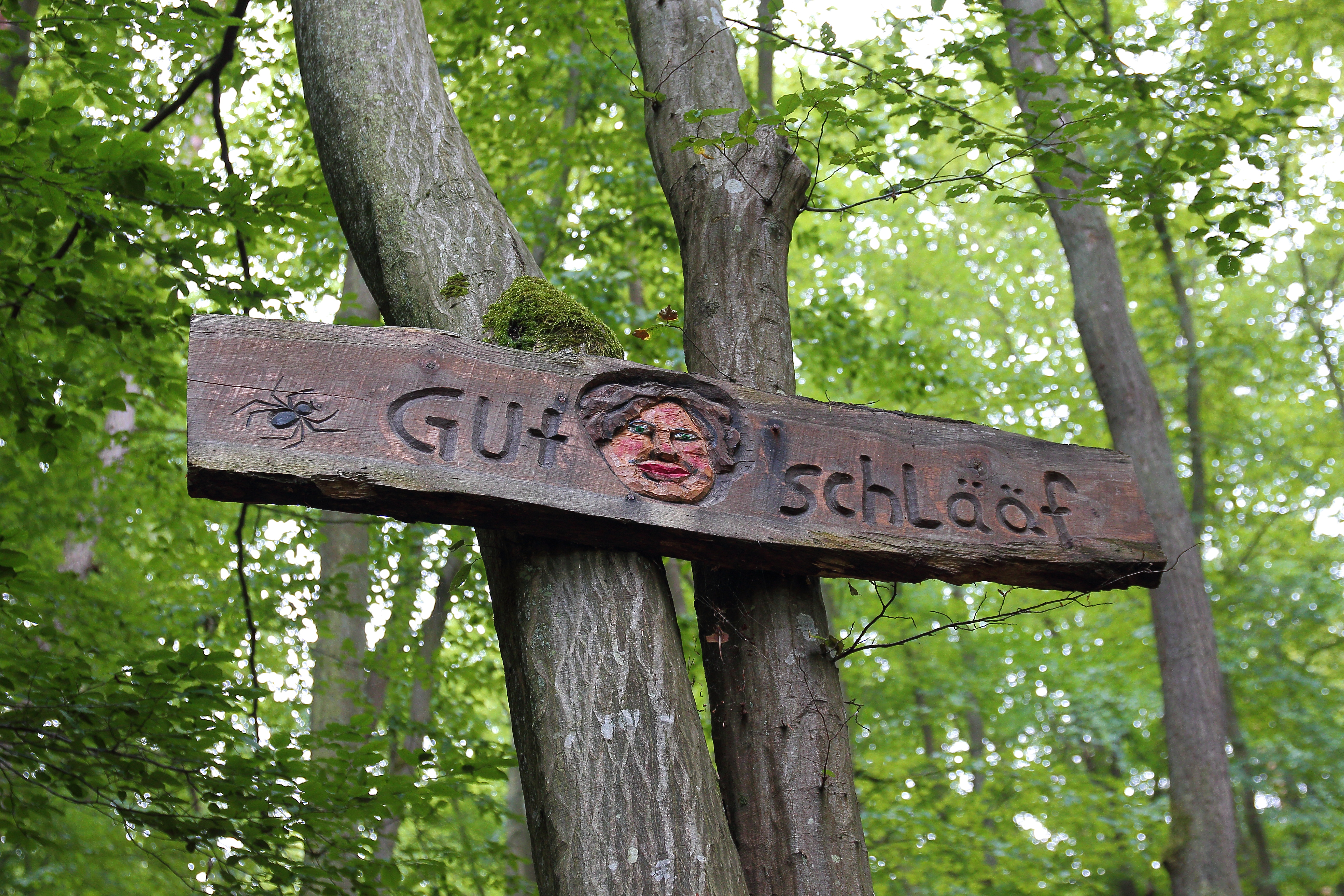

## Benennung
Der Name des Wanderweges ist der ansässigen Mundart entlehnt und spielt darauf an, dass der Wanderer seine Wanderstöcke (= Stecke) über den Boden schleifen (= schlääfe) lässt. Namensgeber für die Klamm sind die Weilerer Wanderfreunde Steckeschlääfer (gegründet 1967).

## Besonderheiten
Ab 1971 wurden durch die Weilerer Wanderfreunde Steckeschlääfer 15 Brücken über den Hasselbach gebaut und die Klamm somit wandertechnisch erschlossen.
Mitglied Franz Kellermeier schnitzte 46 kleine Kunstwerke, vorwiegend Gesichter, in geeignete Bäume. Später erhielt er hierbei Unterstützung durch den Schnitzkreis der Heimatfreunde Weiler.
Bereits seit vielen Jahren zeichnen die beiden Klammgeist-Schnitzerinnen Ingrid Pietsch und Heike Steinmeier für den Erhalt der Schnitzereien sowie für die Neugestaltung von Waldgeistern in der Klamm verantwortlich.
Mehr als 65 handgeschnitzte Waldgeistgesichter, Kobolde, Gnome, Zwerge und andere Fabelwesen, die entlang der Klamm in Bäume, Baumstümpfe und Wurzeln geschnitzt wurden, sind in der Klamm zu finden. 
Seit der Erschließung haben die Weilerer Wanderfreunde Steckeschlääfer die Patenschaft für diese Klamm inne. Sie pflegen und erhalten im Rahmen von Arbeitseinsätzen die Brücken und Wege in der Klamm. 
Eine Wanderung durch die Steckeschlääferklamm lässt sich durch den Besuch weiterer Sehenswürdigkeiten im Binger Wald erweitern, wie z. B. die Burg Reichenstein, dem Morgenbachtal, der römischen Ausgrabung einer Villa rustica oder einer Hängebrücke im Rahmen des Waldlehrpfades Bingen.
Einkehrmöglichkeiten bestehen beim Forsthaus Jägerhaus, das nur ein kurzes Stück in Verlängerung des Klammweges (bei Wegrichtung bergab) liegt, sowie im Forsthaus Heiligkreuz und dem etwas entfernter gelegenem Forsthaus Lauschütte.
Die Steckeschlääferklamm ist attraktives Teilstück folgender Wanderwege:
Hildegard von Bingen Pilgerwanderweg: Stromberg – Bingen am Rhein
Traumschleife: Baumgeister – Tour
Rheinburgenweg: Etappe Bingen am Rhein – Trechtingshausen